# Pierre Allix
Pierre Allix (Alençon, 5 dicembre 1641 – Londra, 3 marzo 1717) è stato un pastore protestante, teologo e scrittore francese, ministro della Chiesa riformata di Francia.

## Biografia
Pierre Allix cominciò come pastore a Saint-Agobile nello Champagne, poi si spostò a Charenton. Rifugiatosi a Londra in seguito alla revoca dell'Editto di Nantes avvenuta nel 1685, fondò, con l'approvazione del re Giacomo II d'Inghilterra, una chiesa per gli esiliati francesi. Ricevette, poco dopo il suo arrivo, il titolo di dottore onorario dalle Università di Oxford e di Cambridge, e venne nominato canonico e tesoriere della cattedrale di Salisbury. Luigi XIV tentò in tutti i modi di convertirlo e ricondurlo in Francia, ma Pierre Allix rimase sordo ad ogni richiesta.

## L'opera
Questo prolifico autore ha prodotto numerose opere, particolarmente caratterizzate da una natura apologetica. Si oppose a Bossuet nei suoi Quelques remarques sur l'histoire ecclésiastique des églises antiques de Piémont (1690) e Remarques sur l'histoire ecclésiastique des églises antiques des Albigeois (1692). Tradusse, inoltre, la Bibbia in francese.